# Maňovice (Mileč)
Maňovice (německy Maniowitz) jsou malá vesnice, část obce Mileč v okrese Plzeň-jih v Plzeňském kraji. Nachází se asi 1,5 kilometru jižně od Milče. Maňovice jsou také název katastrálního území o rozloze 2,73 km².

## Historie
První písemná zmínka o vesnici pochází z roku 1558.

## Obyvatelstvo
| Rok            | 1869 | 1880 | 1890 | 1900 | 1910 | 1921 | 1930 | 1950 | 1961 | 1970 | 1980 | 1991 | 2001 | 2011 | 2021 |
| -------------- | ---- | ---- | ---- | ---- | ---- | ---- | ---- | ---- | ---- | ---- | ---- | ---- | ---- | ---- | ---- |
| Počet obyvatel | 259  | 278  | 248  | 238  | 264  | 264  | 240  | 205  | 185  | 145  | 130  | 87   | 75   | 58   | 61   |
| Počet domů     | 38   | 41   | 44   | 45   | 43   | 43   | 47   | 49   | 42   | 40   | 39   | 42   | 43   | 44   | 46   |

## Obecní správa
Při sčítání lidu v letech 1850–1959 Maňovice byly samostatnou obcí, se kterým patřily nejprve do okresu Přeštice, ale v roce 1950 v okrese Blovice. Od roku 1960 jsou částí obce Mileč v okrese Plzeň-jih.